# Section 8
Section 8 – drugi studyjny album amerykańskiego rapera MC Eihta. Został wydany 8 czerwca 1999 roku nakładem dwóch wytwórni: Hoo-Bangin’ Records i Priority Records. Gościnnie występują Ice Cube, Mack 10, Compton’s Most Wanted, Techniec i Val Young.

## Lista utworów
1. „Section 8” (Intro)
2. „Livin' n tha Streetz” (featuring Boom Bam)
3. „My Life"
4. „Murder at Night"
5. „Caution"
6. „The Getaway” (skit)
7. „Automatic” (featuring Mack 10)
8. „Strawberriez-n-Cream” (featuring Compton’s Most Wanted & High „T”)
9. „Flatline"
10. „Dayz of 89'"
11. „Tha Hood Still Got Me Under” (featuring Soultre)
12. „Me and My Bitch” (featuring Techniec)
13. „III: Tha Hood Way” (featuring Ice Cube & Mack 10)
14. „Thicker than Water” (featuring Val Young)
15. „Tha Nail Shop” (Luther's Outro)

## Historia notowań
Album
| Notowanie (1999)                      | Pozycja |
| ------------------------------------- | ------- |
| U.S. Billboard 200                    | 54      |
| U.S. Billboard Top R&B/Hip-Hop Albums | 5       |

Single
| Utwór       | Notowanie (1999)                     | Pozycja |
| ----------- | ------------------------------------ | ------- |
| „Automatic" | U.S. Billboard Hot R&B/Hip-Hop Songs | 62      |
| „Automatic" | U.S. Billboard Rap Songs             | 6       |